# Stazione di Hagen Centrale
La stazione di Hagen Centrale (in tedesco Hagen Hbf) è la principale stazione ferroviaria della città tedesca di Hagen.

## Movimento

### Trasporto regionale e S-Bahn
La stazione è servita dalle linee RegioExpress RE 4, RE 7, RE 13, RE 16 e RE 17, dalle linee regionali RB 40, RB 52 e RB 91 e dalle linee S 5 e S 8 della S-Bahn.

### Esplicative
1. ↑  abbreviazione di Hagen Hauptbahnhof, letteralmente "Hagen stazione principale"

### Bibliografiche
1. ↑   Schnellverkehrsplan VRR (PDF), su vrr.de. URL consultato il 4 maggio 2019 (archiviato dall'url originale il 15 dicembre 2017).